# Швейкі (Соколовський повіт)
Швейкі (пол. Szwejki) — село в Польщі, у гміні Стердинь Соколовського повіту Мазовецького воєводства.
Населення — 125 осіб (2011).
У 1975-1998 роках село належало до Седлецького воєводства.

## Демографія
Демографічна структура станом на 31 березня 2011 року:
|          | Загалом | Допрацездатний вік | Працездатний вік | Постпрацездатний вік |
| -------- | ------- | ------------------ | ---------------- | -------------------- |
| Чоловіки | 62      | 6                  | 43               | 13                   |
| Жінки    | 63      | 5                  | 32               | 26                   |
| Разом    | 125     | 11                 | 75               | 39                   |